# Jüdischer Friedhof (Friesheim)

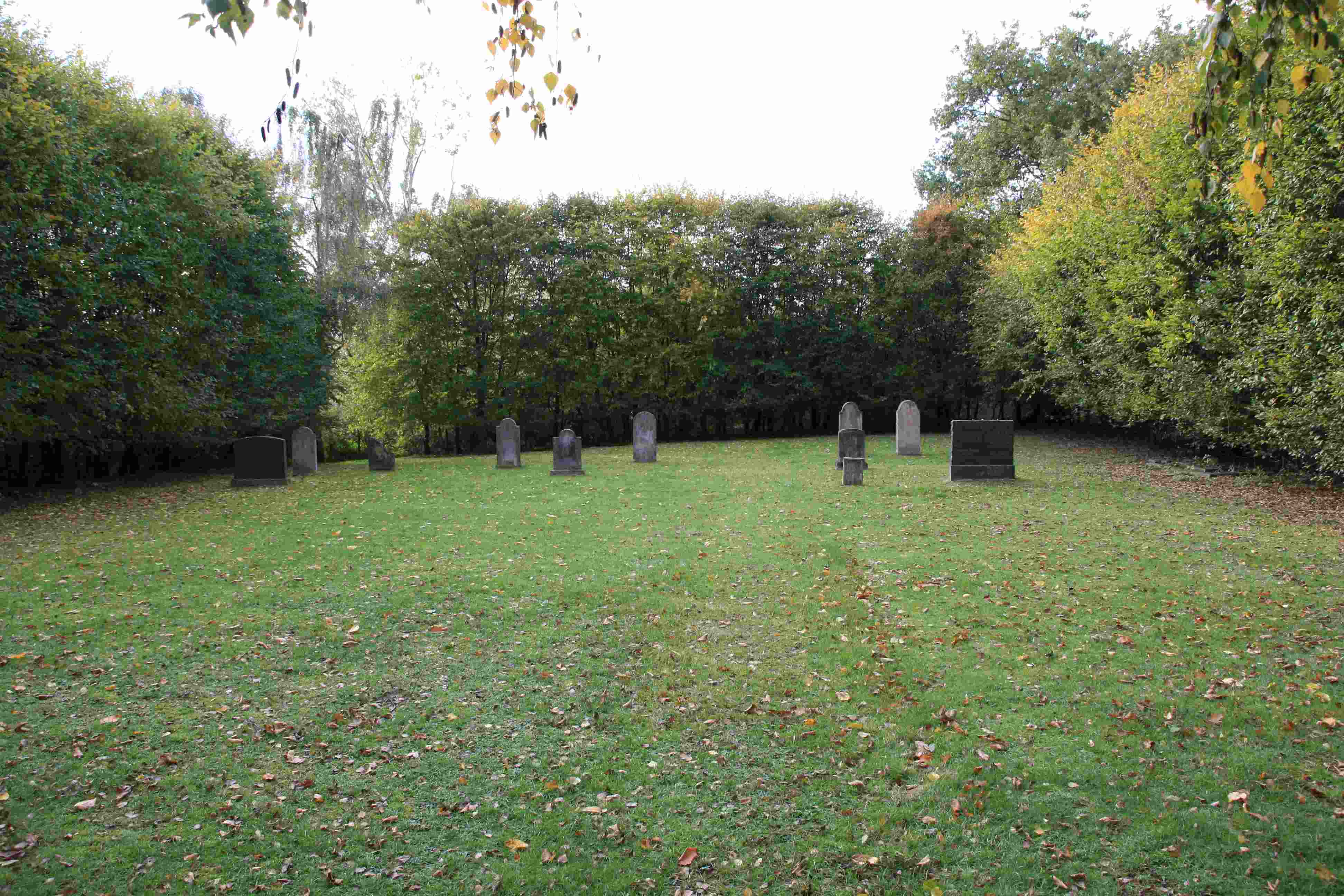
Jüdischer Friedhof Friesheim (Oktober 2010)

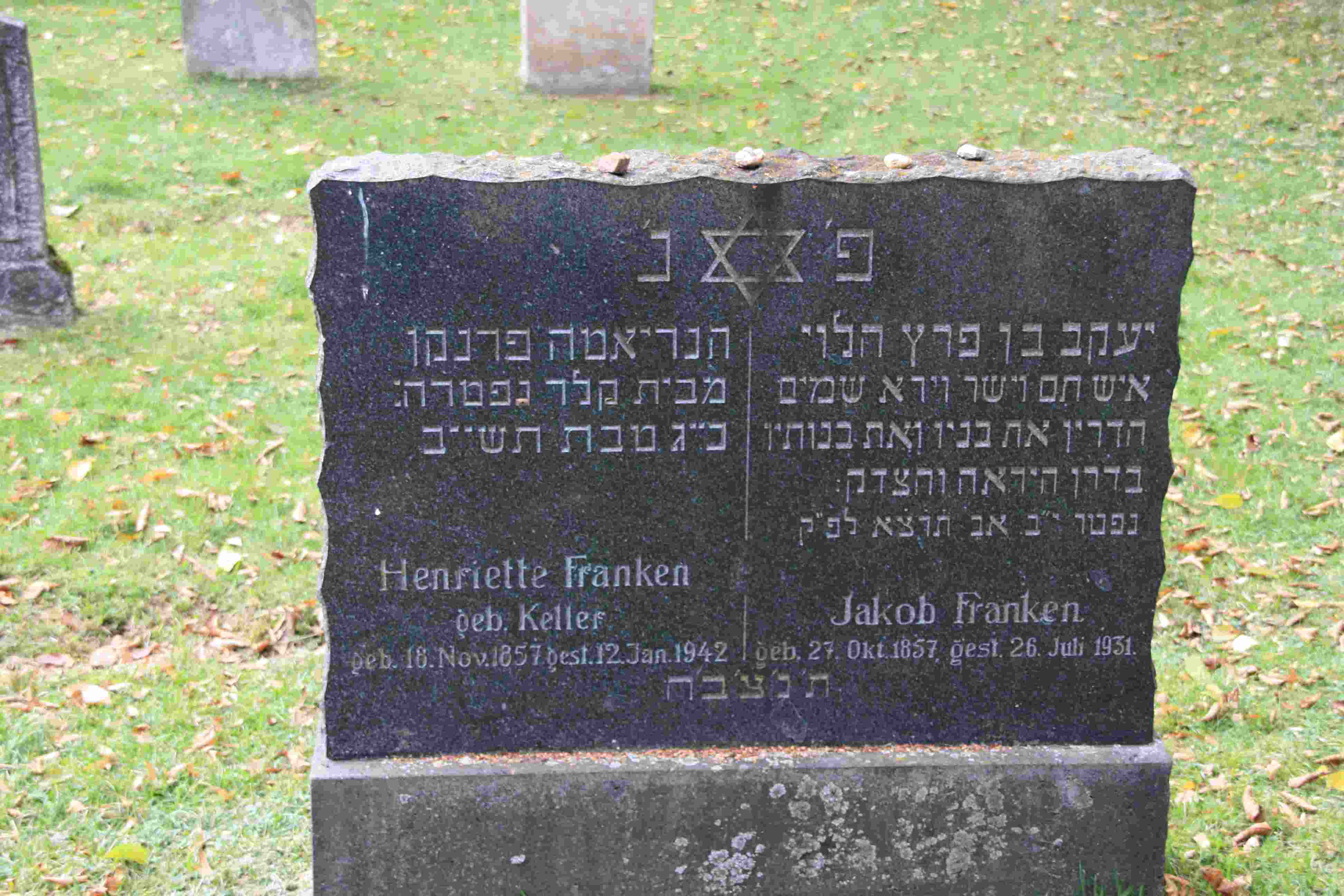
Grabstein auf dem jüdischen Friedhof

Der jüdische Friedhof Friesheim liegt im Stadtteil Friesheim von Erftstadt im Rhein-Erft-Kreis, Nordrhein-Westfalen.
Belegt wurde der Friedhof von vor 1851 bis 1942. Heute sind noch elf Grabsteine (Mazewot) vorhanden. Der Begräbnisplatz wurde 1943 an die damalige Gemeinde Friesheim verkauft. Seit 1952 besitzt ihn die Jewish Trust Corporation.
Der Friedhof liegt an der Landstraße 162 in Richtung Niederberg. Er ist über einen etwa 100 m langen Wiesenweg von der Straße aus zu erreichen und mit einem unverschlossenen Tor im Zaun versehen. Ein Schild am Torpfeiler weist auf die ehemalige jüdische Gemeinde Friesheim hin.